# La Puebla de Alfindén
La Puebla de Alfindén là một đô thị ở tỉnh Zaragoza, Aragon, Tây Ban Nha. Theo điều tra dân số 2004 của Viện thống kê Tây Ban Nha (INE), đô thị này có dân số là 3.076 người. Diện tích đô thị này là 16 ki-lô-mét vuông.Đô thị này nằm ở độ cao 197 m trên mực nước biển.

## Biến động dân số
| 1991  |  | 1996  |  | 2001  |  | 2004  |  | 2006  |
| ----- |  | ----- |  | ----- |  | ----- |  | ----- |
| 1.463 |  | 1.578 |  | 2.296 |  | 3.076 |  | 4.029 |